# 1443
1443 (MCDXLIII) a fost un an comun al calendarului iulian, care a început într-o zi de marți.

## Evenimente
- 22 mai: Prima atestare documentară a satului Racovița (jud. Sibiu).

### Dată incertă
- Vlad Dracul este eliberat din temnița otomană, jurând că nu va mai intra în conflict cu Poarta. Drept garanție îi lasă sultanului Murad al II-lea doi dintre fii săi, pe Vlad și Radu. La scurtă vreme după reîntoarcerea în Țara Românească, însă, urmează să se alieze cu regii creștini într-o nouă coaliție anti-otomană.[1]

## Nașteri
- 23 februarie: Matei Corvin, rege al Ungariei (1458-1490), (d. 1490)
- 5 decembrie: Papa Iulius al II-lea (n. Giuliano della Rovere), (d. 1513)
- 1 decembrie: Magdalena de Valois, fiica regelui Carol al VII-lea al Franței, regentă a Navarrei (d. 1495)

## Decese
- 1 septembrie: Zeami Motokiyo  (n. 1363)
- noiembrie: Tvrtko al II-lea al Bosniei  (n. ?)